# Churra
Churra är en fårras som härstammar från Kastilien och León. Det är en av de viktigaste inhemska raserna i Spanien, såväl för dess höga mjölkproduktion som för det stora antalet får av rasen som förekommer.

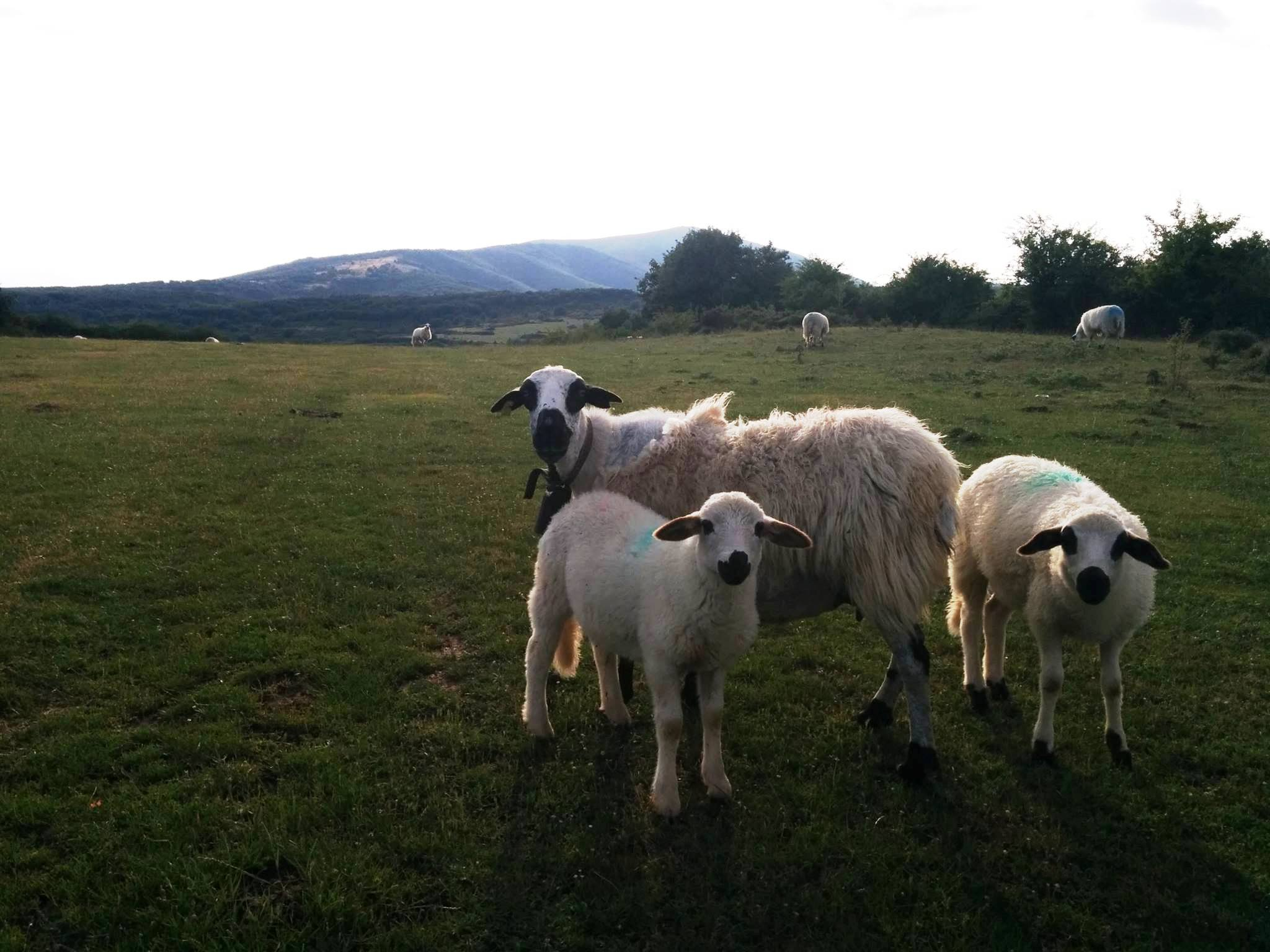
Churrafår och churrolamm i Barbadillo de Herreros.

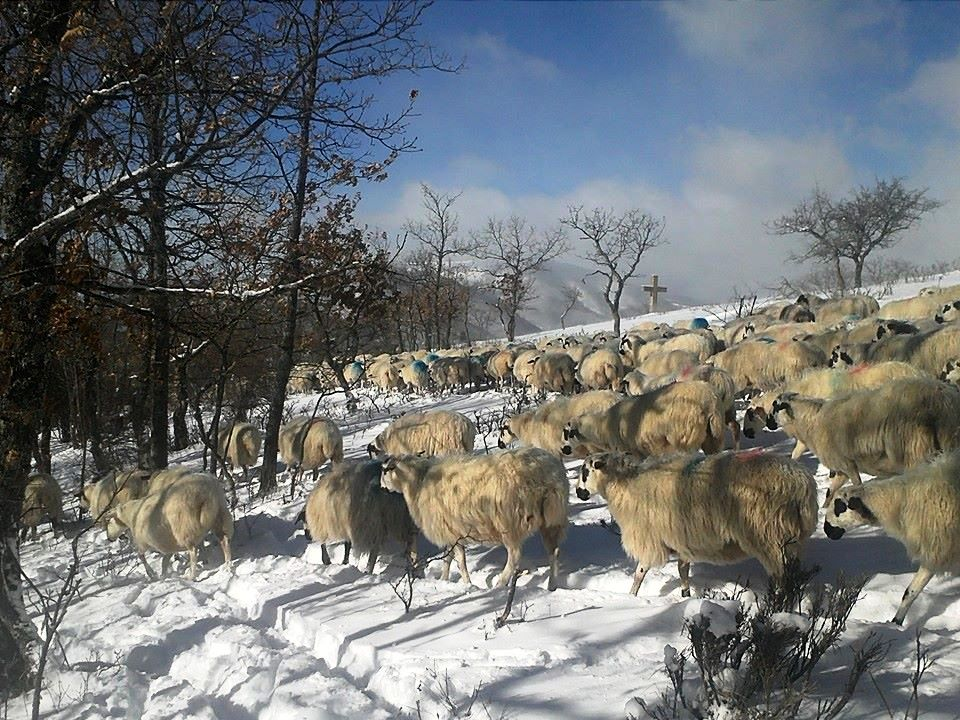
Churrafår i Burgos.

## MorfologI
Fårrasen har en något subkonvex profil, långsträckta proportioner och medelstorlek, även om det finns lokala varianter med mindre storlek. De uppvisar vit färg med karakteristisk svart pigmentering på huvud och extremiteter. Ullen är öppen och grov och lämplig för tillverkning av madrasser. Den stora mjölkförmågan gör att främsta användningen av rasen är för mjölkproduktion. Baggen brukar ha en vikt runt 73 kg och tackan 66 kg, Mankhöjden är 81 cm respektive 68 cm för bagge respektive tacka, även om ekotyperna för  Salamanca och  Sayago inte överstiger 45-50 kg för baggar och 30-35 kg för tackor.

## Rasens historia
Churra är en av de mest primitiva raserna på den Iberiska halvön. Rasen härstammar från Ovis aries celticus eller churro som gett sitt namn till stammen. Trots att rasen under många år var skymd av överflödet av Merinofår, har den alltid haft en stor ekonomisk betydelse för gårdarna i de nordliga regionerna i Leónprovinsen och Gamla Kastilien. Rasen är också representerad i utvecklingen av fåruppfödningen på  Amerikanska kontinenten.

## Förekomst
Churrarasen förekommer främst norr om floden Duero, i Kastilien-Leon, främst i provinserna Burgos,  León,  Palencia,  Valladolid och  Zamora.

## Churraullen
Churrafårets ull är grövre och inte så krullig som merinoull och anses därför sämre än merinoull för konfektion. En del av ullen används i hantverksmässig tillverkning av artiklar, såsom strumpor, filtar och mattor. Efter tvätt och balning exporteras den och används för värme- och akustisk isolering av byggnader.
Då rasen är tålig och klarar sig på magert bete så förekommer den ofta på små besättningar, på avstånd från större orter. Små leveranser, sämre ullkvalitet än merinoullen och konkurrens från syntetmaterial gör att churrauppfödare främst inriktar sig på leverans av kött och mjölk för ostproduktion. I Portugal och Spanien har uppfödare av churraraserna, ägare till små besättningar, svårigheter att finna avsättning för ullen.